# American Music Awards 2016

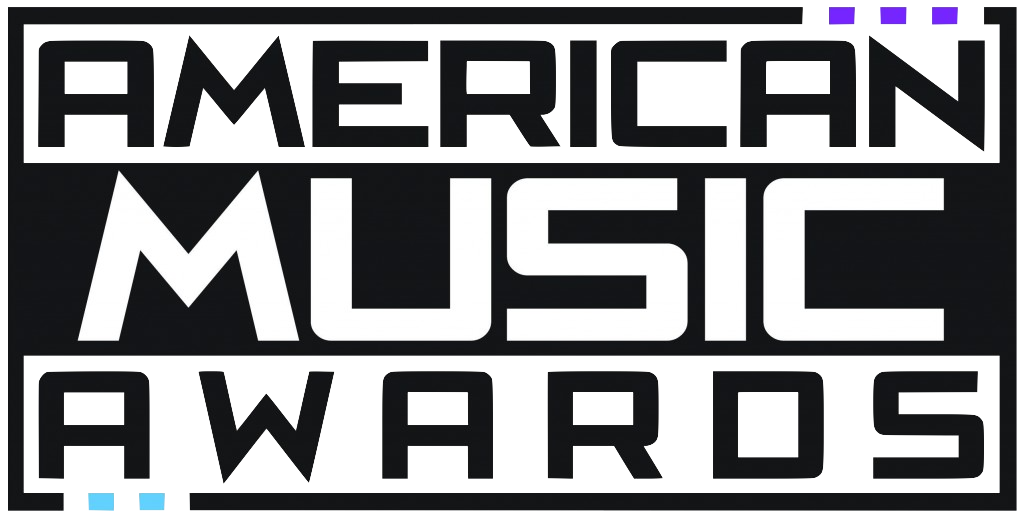
Logo

La 44e cérémonie des American Music Awards se déroule le 20 novembre 2016 au Microsoft Theater de Los Angeles. Elle récompense les artistes les plus populaires de l'année 2016 aux États-Unis. Elle est diffusée en direct sur la chaîne ABC. La soirée est co-animée par Gigi Hadid et Jay Pharoah. Un peu plus de 8 millions de téléspectateurs regardent le show, une audience en baisse significative par rapport à l'année précédente.

## Prestations
| Artiste(s)                                           | Chanson(s)                                                                | Réf.   |
| ---------------------------------------------------- | ------------------------------------------------------------------------- | ------ |
| Bruno Mars                                           | 24K Magic                                                                 | [ 3 ]  |
| Niall Horan                                          | This Town                                                                 | [ 4 ]  |
| Fifth Harmony                                        | That's My Girl                                                            | [ 5 ]  |
| The Chainsmokers Halsey                              | Closer                                                                    | [ 6 ]  |
| James Bay                                            | Let It Go                                                                 | [ 7 ]  |
| Shawn Mendes                                         | Treat You Better Mercy                                                    | [ 8 ]  |
| The Weeknd                                           | Starboy                                                                   | [ 9 ]  |
| Ariana Grande Nicki Minaj                            | Side to Side                                                              | [ 10 ] |
| John Legend                                          | Love Me Now                                                               | [ 11 ] |
| Twenty One Pilots                                    | Heathens Stressed Out                                                     | [ 12 ] |
| Lady Gaga                                            | Million Reasons                                                           | [ 13 ] |
| Green Day                                            | Bang Bang                                                                 | [ 14 ] |
| Sting                                                | I Can't Stop Thinking About You Message in a Bottle Every Breath You Take | [ 15 ] |
| DJ Khaled Nicki Minaj Rick Ross Future August Alsina | Do You Mind                                                               | [ 16 ] |
| Maroon 5 Kendrick Lamar                              | Don't Wanna Know                                                          | [ 17 ] |

Les prestations live des artistes Ariana Grande et Nicki Minaj dans "Side to Slide" et de John Legend dans "Love Me Now" sont particulièrement remarquées.

## Prix du mérite
L'American Music Awards du mérite est remis par Robert Downey Jr. à Stingqui chante, ce soir-là, devant un public debout, un medley de ses plus grands succès.

## Palmarès et nominations
Les nominations sont annoncées le 10 octobre 2016. 
Avec treize nominations, le rappeur canadien Drake remporte le record du nombre de nominations aux AMA battant ainsi Michael Jackson. Mais, le grand gagnant de la soirée est Justin Bieber qui remporte 4 trophées,.  Le nom des gagnants est noté en gras.
| Artiste de l'année | Révélation de l'année |
| --- | --- |
| - Ariana Grande - Justin Bieber - Selena Gomez - Rihanna - Carrie Underwood | - Zayn Malik - Alessia Cara - The Chainsmokers - DNCE - Shawn Mendes                                                           |
| Meilleur artiste masculin pop/rock de l'année | Meilleure artiste féminine pop/rock de l'année                                                                                 |
| - Justin Bieber - Drake - The Weeknd | - Selena Gomez - Rihanna - Adele                                                                                               |
| Meilleur groupe pop/rock de l'année | Meilleur album pop/rock |
| - Twenty One Pilots - The Chainsmokers - DNCE | - Purpose – Justin Bieber - 25 – Adele - Views – Drake                                                                         |
| Meilleur chanson pop/rock | Meilleur artiste masculin Country                                                                                              |
| - Love Yourself – Justin Bieber - Hello – Adele - One Dance − Drake featuring Wizkid and Kyla | - Blake Shelton - Luke Bryan - Thomas Rhett                                                                                    |
| Meilleure artiste féminine Country | Meilleur duo/groupe Country |
| - Carrie Underwood - Kelsea Ballerini - Cam | - Florida Georgia Line - Old Dominion - Zac Brown Band                                                                         |
| Album Country de l'année | Meilleure chanson Country |
| - Storyteller – Carrie Underwood - Traveller – Chris Stapleton - Kill the Lights – Luke Bryan | - Humble and Kind – Tim McGraw - H.O.L.Y. – Florida Georgia Line - Die a Happy Man – Thomas Rhett                              |
| Meilleur artiste rap/hip hop | Meilleur Album rap/hip hop |
| - Drake - Fetty Wap - Future | - Views – Drake - What a Time to Be Alive – Drake and Future - Fetty Wap – Fetty Wap                                           |
| Meilleure chanson rap/hip-hop | Meilleur artiste masculin Soul/R&B                                                                                             |
| - Hotline Bling – Drake - Panda – Desiigner - 679 – Fetty Wap | - Chris Brown - Bryson Tiller - The Weeknd                                                                                     |
| Meilleure artiste féminine Soul/R&B | Meilleur album Soul/R&B |
| - Rihanna - Beyoncé - Janet Jackson | - Anti – Rihanna - Lemonade – Beyoncé - Trapsoul – Bryson Tiller                                                               |
| Meilleur chanson Soul/R&B | Meilleur artiste rock alternatif                                                                                               |
| - Work – Rihanna featuring Drake - One Dance − Drake featuring Wizkid and Kyla - Don't – Bryson Tiller | - Twenty One Pilots - Coldplay - X Ambassadors                                                                                 |
| Meilleur artiste contemporain | Meilleur artiste latin |
| - Adele - Rachel Platten - Meghan Trainor | - Enrique Iglesias - J Balvin - Nicky Jam                                                                                      |
| Meilleur Artiste Inspiration contemporaine | Meilleur artiste Dance (EDM)                                                                                                   |
| - Hillsong United - Lauren Daigle - Chris Tomlin | - The Chainsmokers - Calvin Harris - Major Lazer                                                                               |
| Clip de l'année | Meilleur bande originale |
| - Sorry – Justin Bieber - Panda – Desiigner - Work – Rihanna featuring Drake | - Purple Rain - Star Wars: The Force Awakens - Suicide Squad                                                                   |
| Collaboration de l'année | Tournée de l'année |
| - Work from Home – Fifth Harmony featuring Ty Dolla Sign - One Dance− Drake featuring Wizkid et Kyla - Don't Let Me Down – The Chainsmokers featuring Daya - Work – Rihanna featuring Drake - Like I'm Gonna Lose You – Meghan Trainor featuring John Legend | - The Formation World Tour – Beyoncé - Rebel Heart Tour – Madonna - The River Tour 2016 – Bruce Springsteen et l'E Street Band |